# Wilhelm Dinesen
Pour les articles homonymes, voir Dinesen.
Adolph Wilhelm Dinesen dit Wilhelm Dinesen, né le 27 décembre 1807 à Copenhague et mort le 18 juillet 1876 dans la même ville, est un officier et écrivain danois, sous le nom de plume de Boganis, et père de la femme de lettres Karen Blixen.

## Biographie

### Jeunesse

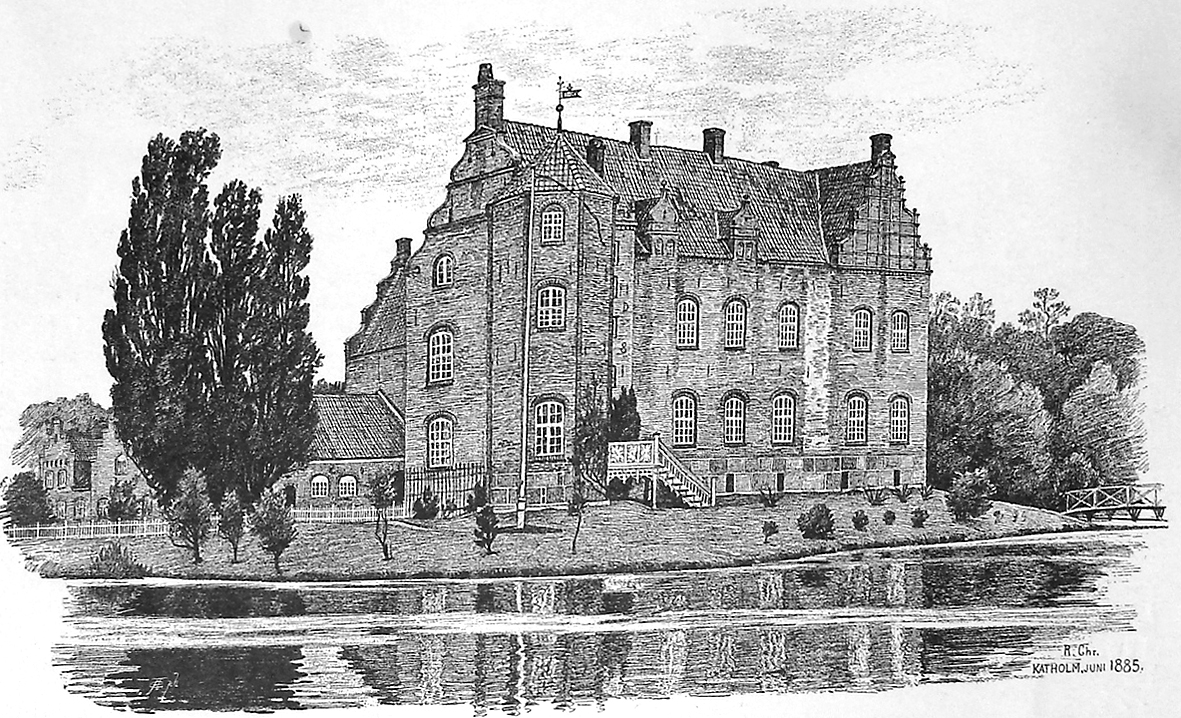
Le château de Katholm en 1885

Adolph Wilhelm Dinesen, né le 19 décembre 1845 à Copenhague (Seeland), est issu d’une famille fortunée, fils puîné d’Adolph Wilhelm Dinesen (1807-1876), officier de l'armée danoise et propriétaire terrien, et de son épouse Dagmar von Haffner, fille de général. Il est élevé dans le grand château de Katholm, entouré d’un domaine de 1 170 hectares dans la péninsule du Djursland dans le Jutland. Wilhelm Dinesen est à la fois l’enfant terrible et le héros romantique de ses six sœurs. C’est aussi un grand chasseur, et un cœur amoureux. Il écrit plus tard Lettres de chasse, aujourd’hui encore classique mineur de la littérature danoise.

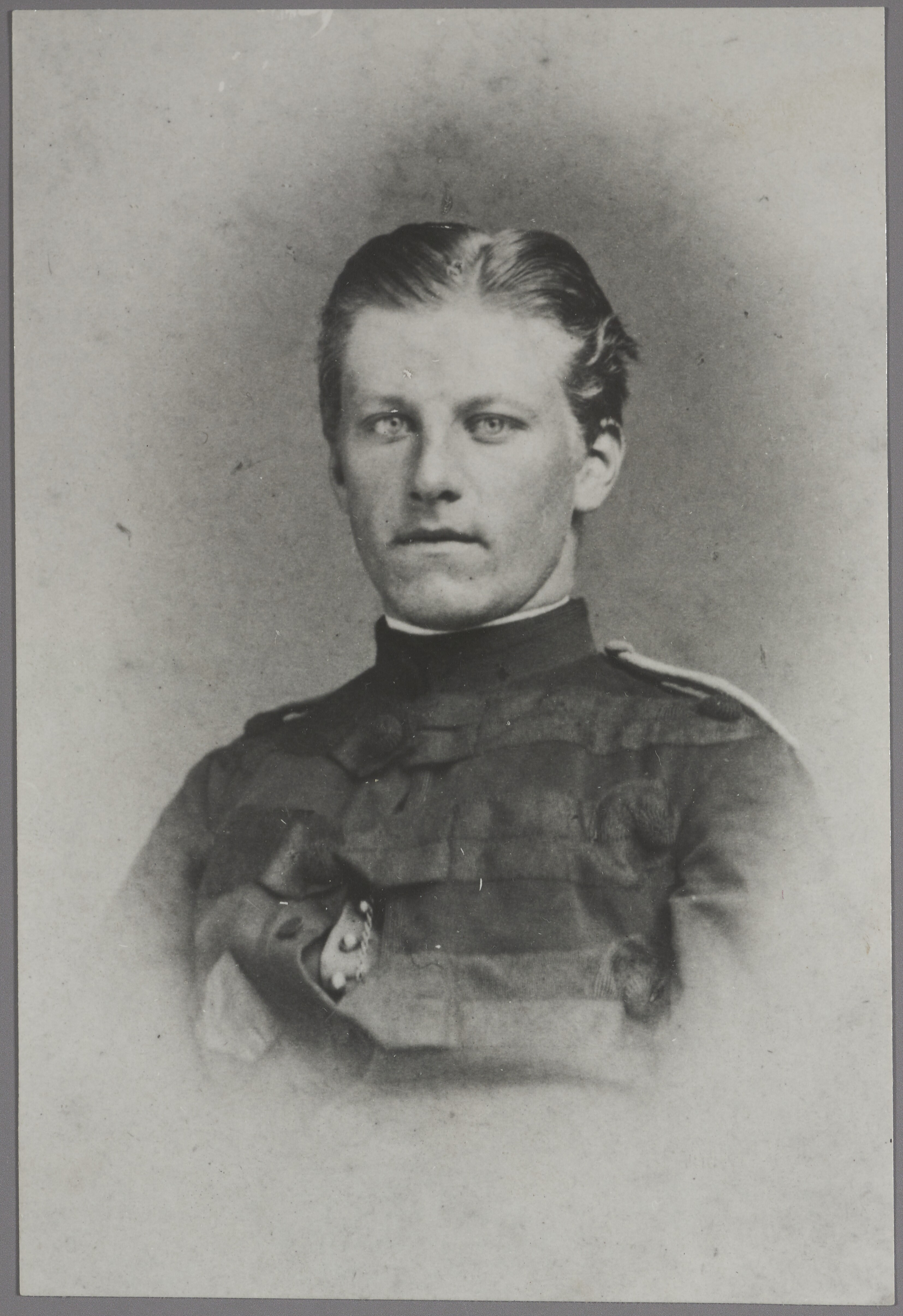
Wilhelm Dinesen vers l’âge de vingt ans

Le jeune homme est sous-lieutenant pendant la guerre des Duchés de 1864 qui oppose la Prusse et le Danemark. Les duchés du Holstein et de Schleswig, duchés germanophones rattachés à la couronne danoise, sont perdus par celle-ci, ce qui provoque des années de repliement de la société danoise sur elle-même, tandis que le pays perd les deux cinquièmes de sa population. Dinesen tombe amoureux vers 1870 de sa cousine de dix-huit ans, Agnes Frijs, fille du comte Frijs, propriétaire de Frijsenborg et ancien président du conseil du royaume, qui ne veut pas entendre parler de ce mariage considéré par lui comme une mésalliance. La jeune fille meurt de typhoïde en avril 1871. Lorsque la France et la Prusse entrent en guerre en 1870, Dinesen démissionne de l’armée danoise et s’engage dans l’armée française pour en découdre contre les Prussiens. Il devient capitaine de la 18e brigade, mais il combat malheureusement dans une armée qui va de défaite en défaite. Il est dégoûté ensuite des luttes fratricides de la Commune, bien que sa sympathie ne soit pas en faveur des Versaillais. C'est alors qu'il devint le témoin, un peu distant d'abord, puis chaque jour un peu plus engagé, du printemps tragique et de la "semaine sanglante". Quelques jours après la fin des combats, "las de corps et d'âme" il rentre à Katholm pour pleurer Agnes et part pour Québec et les États-Unis cinq mois plus tard. Il voyage à Chicago et dans le Nebraska, travaille chez un négociant en grains, et au cadastre, participe à des expéditions de chasse et parvient à bien connaître le mode de vie des Indiens.

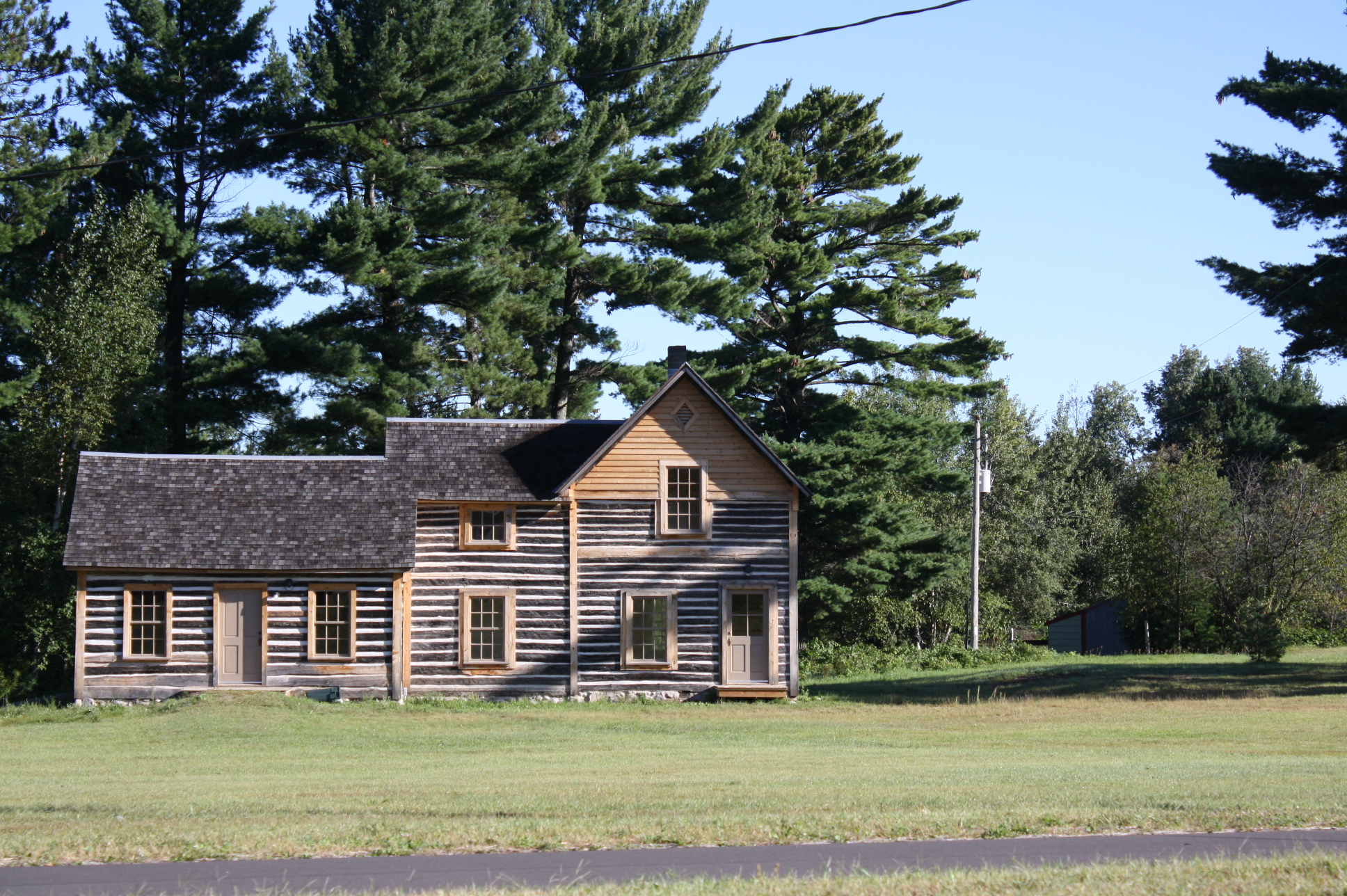
Cabane de Wilhelm Dinesen à Mole Lake (Wisconsin)

Il achète une cabane de rondins qu’il nomme Frydenlund en pleine forêt du Wisconsin et passe plusieurs mois à chasser dans la solitude. Les Indiens Chippawa lui donnent le nom de « Noisette », Boganis dans leur langue, qu’il choisira comme nom de plume. Il est proche des Indiens et dénonce les expropriations, les humiliations et d’une manière générale la disparition de leurs coutumes infligée par la civilisation. Comme sa fille plus tard en Afrique, il est témoin de la vulgarité du colonialisme (américain ici). Il est rappelé à Katholm en 1874, sa mère se mourant. Au Danemark, il se heurte à son père qu’il considère comme ayant des idées réactionnaires et se détache de son milieu. Celui-ci meurt deux ans plus tard.

### Capitaine et député

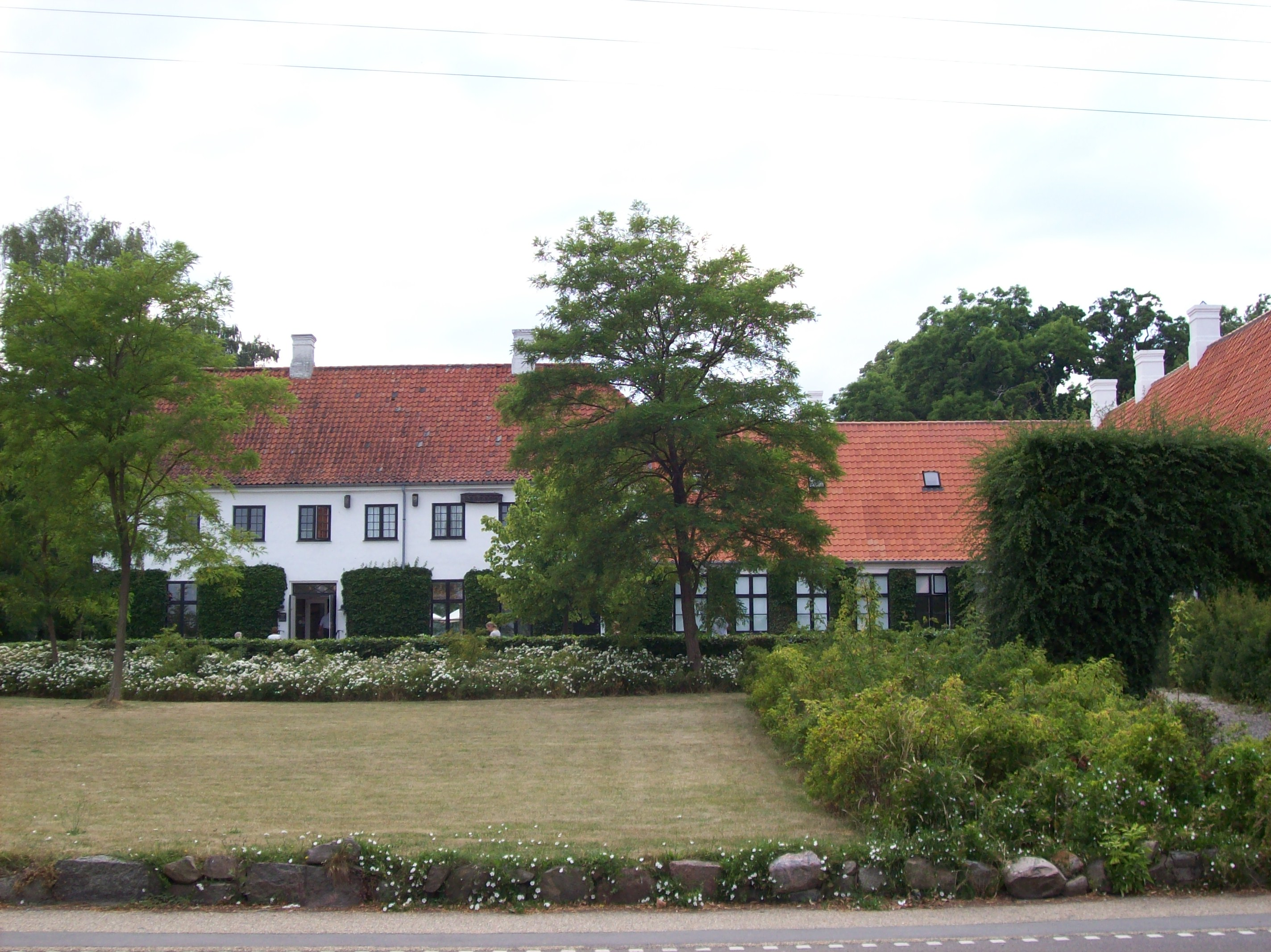
Vue de Rungstedlund

Après un voyage dans la région de Constantinople, il achète en 1879, grâce à son héritage, la propriété agricole de Rungstedlund à vingt kilomètres de Copenhague au bord de la mer et décide de se marier. Il fait la cour à une jeune fille, Ingeborg Westenholz, issue d’un milieu de négociants extrêmement fortunés et cultivés qui possèdent le manoir de Mattrup. Celle-ci doit convaincre sa mère d’abord opposée à cette union et animée d’un amour maternel trop possessif. Ils se marient en 1881. De cette union sont issus cinq enfants, Inger (dite Ea, née en 1883), Karen (1885, dite Tanne), Ellen (1886, dite Ella), Thomas (1892) et Anders (1894). La première fille Ea étant l’objet de l’attention des femmes de la famille, et en particulier de Mme Westenholz qui écarte son gendre qu’elle trouve fantasque, le capitaine Dinesen se promet de considérer son deuxième enfant comme le sien. C’est ainsi que Karen, le futur écrivain, devient le compagnon de promenade de son père dans les environs. Il lui transmet son amour de la nature et de la chasse et en fait une confidente enfantine sur les questions existentielles (ramenées à la compréhension d’un enfant) qui le préoccupent. Elle se souviendra de ses promenades dans les bois et au bord du Sund, où son père évoquait la question du « grand geste », de l’amour courtois et de ce que l’écrivain appellera plus tard le « savoir-mourir ». Dinesen est élu député au parlement en 1892 dans le parti libéral dit Venstre et continue à publier des chroniques dans les journaux à propos de sujets qui lui tiennent à cœur, comme la défense nationale. Il publie le second volume des Lettres de chasse la même année. Il ne se sent pas compris par les politiciens et souffre de spleen. Il songe à un grand voyage en 1894, mais son épouse juge les enfants trop petits. Les deux dernières années, il prend de plus en plus Tanne comme confidente, aborde des sujets graves dans ce qui sont parfois de longs soliloques. Un jour, il décide d’aller à Katholm, n’y reste qu’une journée, assiste à une séance du parlement le 27 mars et se pend dans la nuit dans son appartement de Copenhague, mort particulièrement déshonorante pour un officier qui semble-t-il voulait ainsi se punir d’abandonner sa famille.
Le suicide est constaté le 28 mars 1895, ce qui ronge sa famille de culpabilité.